# Theophile Baoro
Théophile Baoro est une personnalité politique camerounaise affiliée au Rassemblement démocratique du peuple camerounais (RDPC).

## Biographie

### Enfance, éducation et débuts
Théophile Baoro est originaire du département du Mbéré, dans la région de l'Adamaoua.

### Carrière Politique
Théophile Baoro, il occupait les postes de député et de vice-président de l'Assemblée nationale. Par ailleurs, il exerce en tant qu'inspecteur principal des régies financières. En 2020, Théophile Baoro a été évoqué comme un potentiel successeur de Cavaye Yéguié Djibril à la présidence de l'Assemblée nationale. La même année, une information officielle du président national du RDPC l'a rendu inéligible en raison de ses nombreux mandats, Il totalisait quatre en tant que député . Il a également pris la résolution de lancer une collecte de fonds pour l'achat de matériel médical destiné à la lutte contre la COVID-19, défiant ainsi les directives du ministre Paul Atanga Nji qui interdisait les collectes privées .
En 2023, Théophile Baoro a présidé un comité d'audit chargé d'examiner les dépenses de l'Assemblée nationale, révélant ainsi un déficit de 2,7 milliards de FCFA dans les caisses de l'institution. Cette même année, un conflit avec le président de l'Assemblée nationale, Cavaye Yéguié Djibril, a conduit à une humiliation publique de Baoro.
Théophile Baoro est également reconnu pour sa générosité. Lors d'un événement à Nanga Eboko, il a offert près de 200 bœufs avec le soutien de Koulagna Koutou Denis, directeur général de la SODEPA.
En novembre 2024, à l'occasion du 42e anniversaire du Renouveau célébré à Ngaoundéré, il a réaffirmé son soutien au président Paul Biya, mettant en avant les réalisations majeures dans la région de l'Adamaoua sous sa gouvernance .